# 细裂鱼鳞蕨
细裂鱼鳞蕨（学名：Acrophorus dissectus）为球盖蕨科鱼鳞蕨属下的一个种。